# 直唇卷瓣兰
直唇卷瓣兰（学名：Bulbophyllum delitescens）为兰科石豆兰属下的一个种。

## 扩展阅读
- 維基物種上的相關：直唇卷瓣兰